# 杨又芳
杨又芳（英語：Jenny Yue-fon Yang）是一位美国华人化学家。

## 生平
出生于加利福尼亚州圣费尔南多谷的一个台湾移民家族，2001年毕业于加州大学伯克利分校。2007年获得麻省理工学院博士学位。之后任教于加州理工学院和西北太平洋国家实验室，2013年加入加利福尼亞大學爾灣分校担任化学系助理教授。

## 荣誉
- 2017年获得斯隆奖。
- 2017年获得2014届美国青年科学家与工程师总统奖。[9]